# 岡山県道388号馬形美作線
岡山県道388号馬形美作線（おかやまけんどう388ごう まがたみまさかせん）は、岡山県美作市を通る一般県道である。

## 概要
美作市馬形と美作市栄町を結ぶ。

### 路線データ
- 起点：美作市馬形（国道429号交点）
- 終点：美作市栄町（岡山県道51号美作奈義線起点）
- 総延長：9.4 km

## 歴史
- 1965年（昭和40年）3月31日 - 岡山県告示第251号により認定される。

前身は岡山県道大原馬形美作線。現在は全部分が国道429号の一部になった岡山県道津山大原線に移行しなかった部分が本路線に移行した。
- 1972年（昭和47年） - 岡山県の県道番号再編（固定番号制導入）により現行の路線名称に変更される。
- 2005年（平成17年）3月31日 - 英田郡のうちの英田町・大原町・作東町・美作町・東粟倉村・勝田郡勝田町が対等合併して美作市が発足したことに伴い全線が美作市域を通る路線になり、併せて起終点の地名表記が変更される。

## 地理

### 通過する自治体
- 美作市

### 交差する道路
| 交差する道路            | 交差する場所 | 交差する場所 |
| ----------------------- | ------------ | ------------ |
| 国道429号               | 馬形         | 起点         |
| 岡山県道479号瀬戸宗掛線 | 宗掛         |              |
| 岡山県道354号馬橋平福線 | 楢原中       |              |
| 岡山県道51号美作奈義線  | 栄町         | 終点         |

### 交差する鉄道
- 姫新線

### 沿線
- 作州武蔵カントリー倶楽部
- 美作市立美作北小学校